# Walter Bußmann
Walter Bußmann (né le 14 janvier 1914 à Hildesheim et mort le 20 avril 1993 à Karlsruhe) est un historien allemand.

## Biographie

### Carrière d'avant-guerre
Bussmann est issu d'une famille de fonctionnaires protestants et étudie l'histoire, l'allemand, la philosophie et l'anglais de 1933 à 1939 à Heidelberg et Göttingen. Ses professeurs les plus importants sont Karl Jaspers en tant que philosophe et Percy Ernst Schramm, Karl Brandi et Siegfried A. Kaehler (de) en tant qu'historiens. En 1938, il réussit l'examen d'État pour le poste d'enseignant supérieur à Göttingen, suivi de son doctorat en 1939 sous la direction de Siegfried A. Kaehler, avec comme sujet de thèse Weltanschauliche Maßstäbe des Liberalismus.

### Seconde guerre mondiale
De 1939 à 1945, Bussmann participe à la Seconde Guerre mondiale en tant qu'officier. Pendant la guerre, il a notamment fait partie du département Qu 4 B auprès du quartier-maître général de l'OKH, Eduard Wagner. Il y tient le journal de guerre lors de l'invasion de l'Union soviétique par la Wehrmacht. Dans le cadre de ses activités, il évalue également les rapports d'assassinat des forces spéciales SS et doit régulièrement rendre compte à son supérieur Hans Georg Schmidt von Altenstadt (de), au quartier-maître général Wagner et au chef d'état-major général Franz Halder. Le domaine de responsabilité de Bussmann comprend également la communication écrite et verbale entre le quartier-maître général et les bureaux civils du Reich tels que le bureau principal de la sécurité du Reich et le ministère des Territoires occupés de l'Est
Dans le "Notiz über die Karaimen" préparé par Bussmann dans le département Qu 4 B, qu'il publie plus tard lui-même, il écrit que le SD a "liquidé les Krymtchaks, dont le nombre s'élève à environ 6 000, jusqu'au début du mois de décembre 1941, en même temps que les Juifs proprement dits et les Tziganes en Crimée".

### Carrière d'après-guerre
Après la fin de la guerre, Bussmann devient assistant de recherche au département d'histoire de l'Université de Göttingen. En 1949, il obtient son habilitation en histoire médiévale et moderne à Göttingen avec sa thèse Heinrich von Treitschke. Sein Welt- und Geschichtsbild.
En 1955, Bussmann est nommé à l'Université allemande de politique de Berlin et, en 1960, il devient professeur d'histoire moderne à l'Institut Friedrich-Meinecke (de) de l'Université libre de Berlin, succédant à Hans Herzfeld. En 1966, il est parti à l'Université de Munich pour succéder à Franz Schnabel, responsable des XIXe et XXe siècles, à la chaire d'histoire moderne, qui a entre-temps été scindée. Au même moment, Fritz Wagner (de) est appelé à Munich pour succéder à Schnabel à la tête de la chaire d'histoire des temps modernes. En 1970, Bußmann rejoint finalement l'Université de Karlsruhe et reprend la chaire d'histoire moderne.
Bussmann est membre de la Commission historique de l'Académie bavaroise des sciences de Munich et chef du département des Deutschen Geschichtsquellen des 19. und 20. Jahrhunderts ainsi que rédacteur en chef de la Neue Deutsche Biographie. Il est également membre de la Commission historique du parlementarisme et des partis politiques (de) et de la Commission historique de Berlin. À partir de mars 1977, il est le principal éditeur des Akten zur deutschen auswärtigen Politik 1918–1945.
De 1959 à 1977, il est membre du conseil consultatif de la Fondation Friedrich-Naumann.

## Travaux (sélection)
- Treitschke. Sein Welt- und Geschichtsbild. Musterschmidt, Göttingen 1952; Neuauflage 1981.
- Bismarck im Urteil der Zeitgenossen und der Nachwelt. Klett, Stuttgart 1954.
- Zur Geschichte des deutschen Liberalismus im 19. Jahrhundert. In: Historische Zeitschrift. Band 168, 1958. Nachdruck Wissenschaftliche Buchgesellschaft, Darmstadt 1969.
- Das Zeitalter Bismarcks. Athenaion, Konstanz 1956, 4. Auflage 1968.
- Die auswärtige Politik des Deutschen Reiches unter Bismarck 1871/1890. Klett, Stuttgart 1959.
- Friedrich Meinecke. Colloquium, Berlin 1963.
- Die innere Entwicklung des deutschen Widerstandes gegen Hitler. Morus, Berlin 1964.
- Otto von Bismarck. Steiner, Wiesbaden 1966.
- Der deutsche Widerstand und die „Weiße Rose“. Hueber, München 1968.
- Wandel und Kontinuität in Politik und Geschichte. Ausgewählte Aufsätze zum 60. Geburtstag. Boldt, Boppard 1973,  (ISBN 978-3-7646-1590-1).
- Zwischen Preußen und Deutschland. Friedrich Wilhelm IV. Eine Biographie. Siedler, Berlin 1990,  (ISBN 3-88680-326-0).

éditeur
- Akten zur deutschen auswärtigen Politik (Herausgeber von 35 Bänden zwischen 1950 und 1995).
- Siegfried A. Kaehler: Studien zur deutschen Geschichte des 19. und 20. Jahrhunderts. Aufsätze und Vorträge. Vandenhoeck & Ruprecht, Göttingen 1961 (Nachwort von Bußmann).
- Aus seiner politischen Privatkorrespondenz. Graf Herbert von Bismarck. Vandenhoeck & Ruprecht, Göttingen 1964.
- Handbuch der europäischen Geschichte. Band 5: Europa von der Französischen Revolution zu den nationalstaatlichen Bewegungen des 19. Jahrhunderts. Klett-Cotta, Stuttgart 1981,  (ISBN 3-12-907570-4). (darin Beiträge von ihm: Einleitung und das Kapitel Vom Heiligen Römischen Reich deutscher Nation zur Gründung des Deutschen Reiches).
- Fabian von Schlabrendorff: Offiziere gegen Hitler. Siedler, Berlin 1984,  (ISBN 3-88680-096-2).
- Siegfried A. Kaehler: Briefe 1900–1963. Boldt, Boppard 1993,  (ISBN 3-7646-1930-9) (Hrsg. mit Günther Grünthal).